# 盧卡斯·赫賈
盧卡斯·赫賈（1990年3月9日—）是一位捷克足球運動員。在場上的位置是後衛。他現在效力於捷克足球甲級聯賽球隊比爾森勝利足球俱樂部。他也代表捷克國家足球隊參賽。